# Майкут Кирило Валерійович
Кирило Валерійович Майкут (нар. 10 жовтня 1984, Київ) — український актор театру та кіно, педагог.

## Життєпис
Кирило Майкут народився 10 жовтня 1984 року в сім'ї телережисера, кінознавця, викладача кафедри кінознавства Київського національного університету театру, кіно і телебачення ім. І.К. Карпенка-Карого Валерія Майкута. 
У 2006 закінчив Київський національний університет театру, кіно та телебачення ім. І. К. Карпенка-Карого (курс Е. Митницького), у 2009 закінчив асистентуру цього ж університету за спеціальністю «Сценічний рух та фехтування, майстерність сценічного бою».
У 2006—2017 роках — актор Київського театру драми і комедії на лівому березі Дніпра.
З 2016 року — старший викладач кафедри сценічного мистецтва Луганської державної академії культури і мистецтв. З 2018 року — старший викладач кафедри хореографії та пластичного виховання Київського національного університету театру, кіно і телебачення ім. І.К. Карпенка-Карого.

## Театральні ролі

### Київський театр драми і комедії на лівому березі Дніпра
- Тоні — «Так закінчилося літо…» (за романом Ірвіна Шоу «Люсі Краун», 2006)
- Принц — «Ах, мій милий Августин» (п'єса М. Ензиката за мотивами Г.К. Андерсена, 2006)
- Шевальє Дансені, Слуга — «Небезпечні зв'язки» (П'єр Шодерло де Лакло, 2007)
- Герцог Йоркський — «Річард III» (Вільям Шекспір, 2008)
- Федотик Олексій Петрович — «Три сестри» (Антон Чехов, 2010)

## Фільмографія
- 2018 — «Лікар Ковальчук» — епізодична роль
- 2015 — «Прокурори» — Олег Голенко
- 2014 — «Швидка допомога» — адміністратор приватної клініки
- 2014 — «Мажор» — мажор